# Elezioni comunali in Puglia del 1996
Le elezioni comunali in Puglia del 1996 si tennero il 9 giugno (con ballottaggio il 23 giugno) e il 16 novembre (con ballottaggio il 30 novembre), in contemporanea con le elezioni amministrative nelle altre regioni italiane. Complessivamente, sono andati al voto 31 comuni (23 a giugno, 7 a novembre ed 1, il comune di Francavilla Fontana, in entrambe le tornate elettorali), di cui 15 con popolazione superiore ai 15.000 abitanti (12 a giugno, 2 a novembre e 1 in entrambe le tornate elettorali).

## Riepilogo sindaci eletti
Coalizione di centro-sinistra
     L'Ulivo
     Coalizione di centro-destra
     Coalizione di sinistra
     Alleanza Nazionale
     Partito Democratico della Sinistra
     Coalizione civica di centro-sinistra
     Lega d'Azione Meridionale
     Commissario prefettizio
| Provincia | Comune                     | Popolazione legale (censimento 1991) | Sindaco uscente | Sindaco uscente                           | Sindaco eletto | Sindaco eletto                 | Primo turno | Primo turno | Secondo turno | Secondo turno | Seggi   |
| Provincia | Comune                     | Popolazione legale (censimento 1991) | Sindaco uscente | Sindaco uscente                           | Sindaco eletto | Sindaco eletto                 | Voti        | %           | Voti          | %             | Seggi   |
| --------- | -------------------------- | ------------------------------------ | --------------- | ----------------------------------------- | -------------- | ------------------------------ | ----------- | ----------- | ------------- | ------------- | ------- |
| Bari      | Acquaviva delle Fonti      | 21.229                               |                 | Giuseppe Nettis (AP)                      |                | Nicola D'Ambrosio (Ind.)       | 7.146       | 51,50       | —             | —             | 12 / 20 |
| Bari      | Andria                     | 90.063                               |                 | Giannicola Sinisi (AD)                    |                | Vincenzo Caldarone (PDS)       | 23.981      | 48,90       | 20.986        | 67,11         | 18 / 30 |
| Bari      | Barletta                   | 89.527                               |                 | Carlo Fanara                              |                | Ruggiero Dimiccoli (Ind.)      | 23.581      | 49,54       | 20.138        | 53,88         | 18 / 30 |
| Bari      | Bisceglie                  | 47.408                               |                 | Luigi Parlangeli                          |                | Francesco Napoletano (PRC)     | 10.337      | 35,46       | 13.469        | 57,09         | 18 / 30 |
| Bari      | Canosa di Puglia           | 31.240                               |                 | Giuseppe Iaculli                          |                | Pasquale Malcangio (Ind.)      | 9.527       | 56,51       | —             | —             | 18 / 30 |
| Bari      | Mola di Bari               | 25.847                               |                 | Stefano Diperna (AN) (vicesindaco f.f.)   |                | Vincenzo Nicola Cristini (PDS) | 7.363       | 52,44       | —             | —             | 12 / 20 |
| Bari      | Monopoli                   | 46.733                               |                 | Nicola Giulitto                           |                | Antonio Guccione (PDS)         | 16.024      | 51,69       | —             | —             | 14 / 30 |
| Bari      | Palo del Colle             | 18.106                               |                 | Gerardo Bisogno                           |                | Antonio Schinaia (Ind.)        | 4.771       | 40,71       | 5.984         | 62,97         | 12 / 20 |
| Brindisi  | Brindisi                   | 95.383                               |                 | Isabella Giannola                         |                | Lorenzo Maggi (CDU)            | 26.186      | 50,30       | —             | —             | 24 / 40 |
| Brindisi  | Francavilla Fontana (Apr.) | 33.995                               |                 | Luigi Varratta                            |                | Mario Filomeno (PPI)           | 9.159       | 40,55       | 9.995         | 55,58         | 11 / 30 |
| Brindisi  | Francavilla Fontana (Nov.) | 33.995                               |                 | Luigi Varratta                            |                | Vincenzo Della Corte (Ind.)    | 11.762      | 52,08       | —             | —             | 18 / 30 |
| Brindisi  | San Pietro Vernotico       | 15.469                               |                 | Salvatore Mariano (PDS)                   |                | Giuseppe Romano (PDS)          | 4.142       | 42,74       | 4.247         | 54,09         | 12 / 20 |
| Foggia    | San Giovanni Rotondo       | 24.378                               |                 | Mario Tafaro                              |                | Davide Pio Fini (Ind.)         | 4.874       | 32,90       | 7.541         | 61,09         | 12 / 20 |
| Lecce     | Galatina                   | 29.296                               |                 | Zefferino Rizzelli (Ind.)                 |                | Giuseppe Garrisi (CDU)         | 7.527       | 41,09       | 8.038         | 52,70         | 12 / 20 |
| Taranto   | Statte                     | 14.477                               |                 | Paola Galeone                             |                | Angelo Gigante (PDS)           | 3.494       | 39,10       | 5.245         | 68,45         | 12 / 20 |
| Taranto   | Taranto                    | 217.809                              |                 | Gaetano De Cosmo (LAM) (vicesindaco f.f.) |                | Gaetano De Cosmo (LAM)         | 62.947      | 49,57       | 60.804        | 54,83         | 24 / 40 |

## Elezioni comunali del giugno 1996

### Provincia di Bari

#### Acquaviva delle Fonti
|                               | Nicola D'Ambrosio ✔️ Sindaco | 7 146                | 51,50 | Partito Democratico della Sinistra | 2 232  | 17,16 | 4  |  |  |
| Rinascita                     | Nicola D'Ambrosio ✔️ Sindaco | 7 146                | 51,50 | 1 331                              | 10,23  | 2     |    |  |  |
| Rinnovamento Italiano         | Nicola D'Ambrosio ✔️ Sindaco | 7 146                | 51,50 | 971                                | 7,47   | 2     |    |  |  |
| Città per l'Uomo              | Nicola D'Ambrosio ✔️ Sindaco | 7 146                | 51,50 | 969                                | 7,45   | 2     |    |  |  |
| Rifondazione Comunista        | Nicola D'Ambrosio ✔️ Sindaco | 7 146                | 51,50 | 590                                | 4,54   | 1     |    |  |  |
| Partito Popolare Italiano     | Nicola D'Ambrosio ✔️ Sindaco | 7 146                | 51,50 | 548                                | 4,21   | 1     |    |  |  |
|                               | Francesco Pistilli           | 5 681                | 40,94 | Forza Italia                       | 2 733  | 21,01 | 4  |  |  |
| Alleanza Nazionale            | Francesco Pistilli           | 5 681                | 40,94 | 1 317                              | 10,13  | 1     |    |  |  |
| Cristiani Democratici Uniti   | Francesco Pistilli           | 5 681                | 40,94 | 695                                | 5,34   | 1     |    |  |  |
| Centro Cristiano Democratico  | Francesco Pistilli           | 5 681                | 40,94 | 378                                | 2,91   | –     |    |  |  |
| Unione Democratici Popolari   | Francesco Pistilli           | 5 681                | 40,94 | 283                                | 2,18   | –     |    |  |  |
| Seggio di coalizione          | Seggio di coalizione         | Seggio di coalizione | 40,94 | 1                                  |        |       |    |  |  |
|                               | Vitantonio Petrelli          | 869                  | 6,26  | Federazione dei Verdi              | 809    | 6,22  | –  |  |  |
| Seggio di coalizione          | Seggio di coalizione         | Seggio di coalizione | 6,26  | 1                                  |        |       |    |  |  |
|                               | Anna Coletta                 | 179                  | 1,29  | Movimento Sociale Fiamma Tricolore | 150    | 1,15  | –  |  |  |
| Totale                        | Totale                       | 13 875               | 100   |                                    | 13 006 | 100   | 20 |  |  |
|                               |                              |                      |       |                                    |        |       |    |  |  |
| Fonte: Ministero dell'interno |                              |                      |       |                                    |        |       |    |  |  |

#### Adelfia
|                               | Emanuela Clotilde Angiuli ✔️ Sindaca | Lista civica di centro-sinistra | 4 302  | 43,02 | 13 |  |  |  |  |
|                               | Giuseppe Monteleone                  | Lista civica di centro-destra   | 3 306  | 33,06 | 4  |  |  |  |  |
|                               | Filomena Acquasanta                  | Lista civica                    | 2 393  | 23,93 | 3  |  |  |  |  |
| Totale                        | Totale                               |                                 | 10 001 | 100   | 20 |  |  |  |  |
|                               |                                      |                                 |        |       |    |  |  |  |  |
| Fonte: Ministero dell'interno |                                      |                                 |        |       |    |  |  |  |  |

1. ↑  Lista sostenuta da Forza Italia e Alleanza Nazionale.

#### Andria
| Candidati                     | Candidati                     | II turno             | II turno         | I turno | I turno | Liste                                | Voti   | %     | Seggi |
| Candidati                     | Candidati                     | Voti                 | %                | Voti    | %       | Liste                                | Voti   | %     | Seggi |
| ----------------------------- | ----------------------------- | -------------------- | ---------------- | ------- | ------- | ------------------------------------ | ------ | ----- | ----- |
|                               | Vincenzo Caldarone ✔️ Sindaco | 20 986               | 67,11            | 23 981  | 48,90   | Partito Democratico della Sinistra   | 12 802 | 27,37 | 11    |
| Partito Popolare Italiano     | Vincenzo Caldarone ✔️ Sindaco | 20 986               | 67,11            | 23 981  | 48,90   | 5 643                                | 12,06  | 4     |       |
| Andria che Vogliamo           | Vincenzo Caldarone ✔️ Sindaco | 20 986               | 67,11            | 23 981  | 48,90   | 3 768                                | 8,06   | 3     |       |
|                               | Egidio Fasanella              | 10 285               | 32,89            | 15 723  | 32,06   | Forza Italia                         | 5 007  | 10,70 | 3     |
| Alleanza Nazionale            | Egidio Fasanella              | 10 285               | 32,89            | 15 723  | 32,06   | 3 707                                | 7,92   | 2     |       |
| Patto per Andria              | Egidio Fasanella              | 10 285               | 32,89            | 15 723  | 32,06   | 2 765                                | 5,91   | 1     |       |
| Cristiani Democratici Uniti   | Egidio Fasanella              | 10 285               | 32,89            | 15 723  | 32,06   | 2 197                                | 4,70   | 1     |       |
| Unione Popolare               | Egidio Fasanella              | 10 285               | 32,89            | 15 723  | 32,06   | 1 576                                | 3,37   | –     |       |
| Seggio di coalizione          | Seggio di coalizione          | Seggio di coalizione | 32,89            | 15 723  | 32,06   | 1                                    |        |       |       |
|                               | Salvatore Civita              | Salvatore Civita     | Salvatore Civita | 4 969   | 10,13   | Partito della Rifondazione Comunista | 3 948  | 8,44  | 1     |
| Federazione dei Verdi         | Salvatore Civita              | Salvatore Civita     | Salvatore Civita | 4 969   | 10,13   | 1 174                                | 2,51   | –     |       |
| Seggio di coalizione          | Seggio di coalizione          | Seggio di coalizione | Salvatore Civita | 4 969   | 10,13   | 1                                    |        |       |       |
|                               | Giuseppe Fuzio                | Giuseppe Fuzio       | Giuseppe Fuzio   | 2 451   | 5,00    | Fidelis Unità per Andria (A)         | 2 319  | 4,96  | –     |
| Seggio di coalizione          | Seggio di coalizione          | Seggio di coalizione | Giuseppe Fuzio   | 2 451   | 5,00    | 1                                    |        |       |       |
|                               | Sabino Troia                  | Sabino Troia         | Sabino Troia     | 1 915   | 3,91    | Centro Cristiano Democratico         | 1 871  | 4,00  | –     |
| Seggio di coalizione          | Seggio di coalizione          | Seggio di coalizione | Sabino Troia     | 1 915   | 3,91    | 1                                    |        |       |       |
| Totale                        | Totale                        | 31 271               | 100              | 49 039  | 100     |                                      | 46 777 | 100   | 30    |
|                               |                               |                      |                  |         |         |                                      |        |       |       |
| Fonte: Ministero dell'interno |                               |                      |                  |         |         |                                      |        |       |       |

#### Barletta
| Candidati                            | Candidati                     | II turno                   | II turno                   | I turno | I turno | Liste                                       | Voti   | %     | Seggi |
| Candidati                            | Candidati                     | Voti                       | %                          | Voti    | %       | Liste                                       | Voti   | %     | Seggi |
| ------------------------------------ | ----------------------------- | -------------------------- | -------------------------- | ------- | ------- | ------------------------------------------- | ------ | ----- | ----- |
|                                      | Ruggiero Dimiccoli ✔️ Sindaco | 20 138                     | 53,88                      | 23 581  | 49,54   | Partito Democratico della Sinistra          | 8 083  | 19,26 | 8     |
| Partito Popolare Italiano            | Ruggiero Dimiccoli ✔️ Sindaco | 20 138                     | 53,88                      | 23 581  | 49,54   | 4 134                                       | 9,85   | 4     |       |
| Cristiano Sociali                    | Ruggiero Dimiccoli ✔️ Sindaco | 20 138                     | 53,88                      | 23 581  | 49,54   | 3 069                                       | 7,31   | 3     |       |
| Partito della Rifondazione Comunista | Ruggiero Dimiccoli ✔️ Sindaco | 20 138                     | 53,88                      | 23 581  | 49,54   | 2 643                                       | 6,30   | 2     |       |
| Rinnovamento Italiano                | Ruggiero Dimiccoli ✔️ Sindaco | 20 138                     | 53,88                      | 23 581  | 49,54   | 2 011                                       | 4,79   | 1     |       |
| Federazione dei Verdi                | Ruggiero Dimiccoli ✔️ Sindaco | 20 138                     | 53,88                      | 23 581  | 49,54   | 834                                         | 1,99   | –     |       |
|                                      | Carmine Dipaola               | 17 236                     | 46,12                      | 21 989  | 46,19   | Centro Cristiano Democratico - Forza Italia | 8 185  | 19,50 | 5     |
| Alleanza Nazionale                   | Carmine Dipaola               | 17 236                     | 46,12                      | 21 989  | 46,19   | 6 878                                       | 16,39  | 4     |       |
| Cristiani Democratici Uniti          | Carmine Dipaola               | 17 236                     | 46,12                      | 21 989  | 46,19   | 2 688                                       | 6,40   | 1     |       |
| Ambiente Club                        | Carmine Dipaola               | 17 236                     | 46,12                      | 21 989  | 46,19   | 1 747                                       | 4,16   | 1     |       |
| Seggio di coalizione                 | Seggio di coalizione          | Seggio di coalizione       | 46,12                      | 21 989  | 46,19   | 1                                           |        |       |       |
|                                      | Domenico Borraccino           | Domenico Borraccino        | Domenico Borraccino        | 1 029   | 2,16    | Barletta Provincia                          | 842    | 2,01  | –     |
|                                      | Vincenzo Maria Carlo Lauro    | Vincenzo Maria Carlo Lauro | Vincenzo Maria Carlo Lauro | 529     | 1,11    | Movimento Sociale Fiamma Tricolore          | 530    | 1,26  | –     |
|                                      | Raffaele Torre                | Raffaele Torre             | Raffaele Torre             | 476     | 1,00    | Ambientalisti                               | 324    | 0,77  | –     |
| Totale                               | Totale                        | 37 374                     | 100                        | 47 604  | 100     |                                             | 41 968 | 100   | 30    |
|                                      |                               |                            |                            |         |         |                                             |        |       |       |
| Fonte: Ministero dell'interno        |                               |                            |                            |         |         |                                             |        |       |       |

#### Bisceglie
| Candidati                          | Candidati                       | II turno             | II turno       | I turno | I turno | Liste                  | Voti   | %     | Seggi |
| Candidati                          | Candidati                       | Voti                 | %              | Voti    | %       | Liste                  | Voti   | %     | Seggi |
| ---------------------------------- | ------------------------------- | -------------------- | -------------- | ------- | ------- | ---------------------- | ------ | ----- | ----- |
|                                    | Francesco Napoletano ✔️ Sindaco | 13 469               | 57,09          | 10 337  | 35,46   | Rifondazione Comunista | 3 427  | 12,42 | 4     |
| Partito Democratico della Sinistra | Francesco Napoletano ✔️ Sindaco | 13 469               | 57,09          | 10 337  | 35,46   | 3 308                  | 11,99  | 4     |       |
| Federazione dei Verdi              | Francesco Napoletano ✔️ Sindaco | 13 469               | 57,09          | 10 337  | 35,46   | 1 428                  | 5,18   | 2     |       |
|                                    | Pantaleo Vittorio Logoluso      | 10 123               | 42,91          | 12 890  | 44,22   | Alleanza Nazionale     | 4 132  | 14,98 | 4     |
| Cristiani Democratici Uniti        | Pantaleo Vittorio Logoluso      | 10 123               | 42,91          | 12 890  | 44,22   | 3 086                  | 11,18  | 3     |       |
| Centro Cristiano Democratico       | Pantaleo Vittorio Logoluso      | 10 123               | 42,91          | 12 890  | 44,22   | 2 685                  | 9,73   | 2     |       |
| Forza Italia                       | Pantaleo Vittorio Logoluso      | 10 123               | 42,91          | 12 890  | 44,22   | 2 460                  | 8,92   | 2     |       |
| Ambiente Club                      | Pantaleo Vittorio Logoluso      | 10 123               | 42,91          | 12 890  | 44,22   | 693                    | 2,51   | –     |       |
| Seggio di coalizione               | Seggio di coalizione            | Seggio di coalizione | 42,91          | 12 890  | 44,22   | 1                      |        |       |       |
|                                    | Biagio Lorusso                  | Biagio Lorusso       | Biagio Lorusso | 5 926   | 20,33   | Impegno Civico (A)     | 4 431  | 16,06 | 6     |
| Partito Popolare Italiano (A)      | Biagio Lorusso                  | Biagio Lorusso       | Biagio Lorusso | 5 926   | 20,33   | 1 241                  | 4,50   | 1     |       |
| Ambientalisti (A)                  | Biagio Lorusso                  | Biagio Lorusso       | Biagio Lorusso | 5 926   | 20,33   | 701                    | 2,54   | –     |       |
| Seggio di coalizione               | Seggio di coalizione            | Seggio di coalizione | Biagio Lorusso | 5 926   | 20,33   | 1                      |        |       |       |
| Totale                             | Totale                          | 23 592               | 100            | 29 153  | 100     |                        | 27 592 | 100   | 30    |
|                                    |                                 |                      |                |         |         |                        |        |       |       |
| Fonte: Ministero dell'interno      |                                 |                      |                |         |         |                        |        |       |       |

#### Capurso
|                               | Vito Scavelli ✔️ Sindaco | Lista civica di centro-sinistra    | 2 328 | 31,32 | 13 |  |  |  |  |
|                               | Rocco Marinella          | Lista civica di centro-destra      | 1 484 | 19,96 | 2  |  |  |  |  |
|                               | Mario Costantini         | Centro                             | 1 234 | 16,60 | 2  |  |  |  |  |
|                               | Giuseppe Mariani         | Cristiani Democratici Uniti        | 710   | 9,55  | 1  |  |  |  |  |
|                               | Rocco Quintino Pisanello | Movimento Sociale Fiamma Tricolore | 599   | 8,06  | 1  |  |  |  |  |
|                               | Francesco Mascipinto     | Lista civica                       | 687   | 9,24  | 1  |  |  |  |  |
|                               | Aurelia Notarnicola      | Mani Pulite                        | 267   | 3,59  | –  |  |  |  |  |
|                               | Natale Barbone           | Lega d'Azione Meridionale          | 225   | 3,03  | –  |  |  |  |  |
| Totale                        | Totale                   |                                    | 7 434 | 100   | 20 |  |  |  |  |
|                               |                          |                                    |       |       |    |  |  |  |  |
| Fonte: Ministero dell'interno |                          |                                    |       |       |    |  |  |  |  |

#### Mola di Bari
|                                    | Vincenzo Nicola Cristino ✔️ Sindaco | 7 363                | 52,44 | Partito Popolare Italiano                                      | 2 271  | 17,17 | 4  |  |  |
| Partito Democratico della Sinistra | Vincenzo Nicola Cristino ✔️ Sindaco | 7 363                | 52,44 | 1 966                                                          | 14,86  | 3     |    |  |  |
| Alleanza per Mola                  | Vincenzo Nicola Cristino ✔️ Sindaco | 7 363                | 52,44 | 1 499                                                          | 11,33  | 3     |    |  |  |
| Rifondazione Comunista             | Vincenzo Nicola Cristino ✔️ Sindaco | 7 363                | 52,44 | 1 027                                                          | 7,76   | 2     |    |  |  |
|                                    | Francesco Furio                     | 5 821                | 41,46 | Forza Italia                                                   | 2 373  | 17,94 | 3  |  |  |
| Alleanza Nazionale                 | Francesco Furio                     | 5 821                | 41,46 | 2 008                                                          | 15,18  | 3     |    |  |  |
| Centro Cristiano Democratico       | Francesco Furio                     | 5 821                | 41,46 | 1 298                                                          | 9,81   | 1     |    |  |  |
| Seggio di coalizione               | Seggio di coalizione                | Seggio di coalizione | 41,46 | 1                                                              |        |       |    |  |  |
|                                    | Crescenzo Linsalata                 | 618                  | 4,40  | Mola 2000                                                      | 523    | 3,95  | –  |  |  |
|                                    | Vito Rizzi                          | 239                  | 1,70  | Lega d'Azione Meridionale - Movimento Sociale Fiamma Tricolore | 262    | 1,98  | –  |  |  |
| Totale                             | Totale                              | 14 041               | 100   |                                                                | 13 227 | 100   | 20 |  |  |
|                                    |                                     |                      |       |                                                                |        |       |    |  |  |
| Fonte: Ministero dell'interno      |                                     |                      |       |                                                                |        |       |    |  |  |

#### Monopoli
|                                    | Antonio Guccione ✔️ Sindaco | 16 024               | 51,69 | Partito Popolare Italiano | 5 323  | 18,25 | 6  |  |  |
| Partito Democratico della Sinistra | Antonio Guccione ✔️ Sindaco | 16 024               | 51,69 | 4 363                     | 14,96  | 5     |    |  |  |
| Nuova Monopoli                     | Antonio Guccione ✔️ Sindaco | 16 024               | 51,69 | 1 527                     | 5,24   | 2     |    |  |  |
| Democratici per Monopoli           | Antonio Guccione ✔️ Sindaco | 16 024               | 51,69 | 1 393                     | 4,78   | 1     |    |  |  |
| Rifondazione Comunista             | Antonio Guccione ✔️ Sindaco | 16 024               | 51,69 | 514                       | 1,76   | –     |    |  |  |
| Federazione dei Verdi              | Antonio Guccione ✔️ Sindaco | 16 024               | 51,69 | 494                       | 1,69   | –     |    |  |  |
|                                    | Giannangelo Luigi Luisi     | 12 515               | 40,37 | Forza Italia              | 4 578  | 15,70 | 5  |  |  |
| Centro Cristiano Democratico       | Giannangelo Luigi Luisi     | 12 515               | 40,37 | 3 467                     | 11,89  | 4     |    |  |  |
| Alleanza Nazionale                 | Giannangelo Luigi Luisi     | 12 515               | 40,37 | 2 527                     | 8,67   | 2     |    |  |  |
| Cristiani Democratici Uniti        | Giannangelo Luigi Luisi     | 12 515               | 40,37 | 2 263                     | 7,76   | 2     |    |  |  |
| Seggio di coalizione               | Seggio di coalizione        | Seggio di coalizione | 40,37 | 1                         |        |       |    |  |  |
|                                    | Giovanni Rossani Giannulo   | 1 882                | 6,07  | Speranza Monopoli         | 1 931  | 6,62  | 1  |  |  |
| Seggio di coalizione               | Seggio di coalizione        | Seggio di coalizione | 6,07  | 1                         |        |       |    |  |  |
|                                    | Renato Intini               | 296                  | 0,95  | Movimento Polo Sud        | 234    | 0,80  | –  |  |  |
|                                    | Ernesto Montefusco          | 283                  | 0,91  | Ambientalisti             | 546    | 1,87  | –  |  |  |
| Totale                             | Totale                      | 31 000               | 100   |                           | 29 160 | 100   | 20 |  |  |
|                                    |                             |                      |       |                           |        |       |    |  |  |
| Fonte: Ministero dell'interno      |                             |                      |       |                           |        |       |    |  |  |

### Provincia di Brindisi

#### Brindisi
|                               | Lorenzo Maggi ✔️ Sindaco | 26 186               | 50,30 | Forza Italia                       | 9 432  | 19,87 | 10 |  |  |
| Alleanza Nazionale            | Lorenzo Maggi ✔️ Sindaco | 26 186               | 50,30 | 6 543                              | 13,78  | 6     |    |  |  |
| Cristiani Democratici Uniti   | Lorenzo Maggi ✔️ Sindaco | 26 186               | 50,30 | 5 079                              | 10,70  | 5     |    |  |  |
| Centro Cristiano Democratico  | Lorenzo Maggi ✔️ Sindaco | 26 186               | 50,30 | 2 520                              | 5,31   | 2     |    |  |  |
| Impegno Sociale               | Lorenzo Maggi ✔️ Sindaco | 26 186               | 50,30 | 1 050                              | 2,21   | 1     |    |  |  |
|                               | Cosimo Ennio Masiello    | 21 487               | 41,28 | Partito Democratico della Sinistra | 8 110  | 17,08 | 6  |  |  |
| Partito Popolare Italiano     | Cosimo Ennio Masiello    | 21 487               | 41,28 | 5 200                              | 10,95  | 4     |    |  |  |
| Federazione Laburista         | Cosimo Ennio Masiello    | 21 487               | 41,28 | 2 127                              | 4,48   | 1     |    |  |  |
| Unione Democratica            | Cosimo Ennio Masiello    | 21 487               | 41,28 | 1 906                              | 4,01   | 1     |    |  |  |
| Partito Repubblicano Italiano | Cosimo Ennio Masiello    | 21 487               | 41,28 | 1 627                              | 3,43   | 1     |    |  |  |
| Seggio di coalizione          | Seggio di coalizione     | Seggio di coalizione | 41,28 | 1                                  |        |       |    |  |  |
|                               | Nicola Cesaria           | 2 980                | 5,72  | Rifondazione Comunista             | 2 541  | 5,35  | 1  |  |  |
| Seggio di coalizione          | Seggio di coalizione     | Seggio di coalizione | 5,72  | 1                                  |        |       |    |  |  |
|                               | Gino Vecchio             | 846                  | 1,63  | Cristiano Sociali                  | 815    | 1,72  | –  |  |  |
|                               | Eugenio Di Bello         | 556                  | 1,07  | Movimento Sociale Fiamma Tricolore | 529    | 1,11  | –  |  |  |
| Totale                        | Totale                   | 52 055               | 100   |                                    | 47 479 | 100   | 40 |  |  |
|                               |                          |                      |       |                                    |        |       |    |  |  |
| Fonte: Ministero dell'interno |                          |                      |       |                                    |        |       |    |  |  |

#### Francavilla Fontana
| Candidati                     | Candidati                 | II turno                  | II turno                  | I turno | I turno | Liste                              | Voti   | %     | Seggi |
| Candidati                     | Candidati                 | Voti                      | %                         | Voti    | %       | Liste                              | Voti   | %     | Seggi |
| ----------------------------- | ------------------------- | ------------------------- | ------------------------- | ------- | ------- | ---------------------------------- | ------ | ----- | ----- |
|                               | Mario Filomeno ✔️ Sindaco | 9 995                     | 55,58                     | 9 159   | 40,55   | Partito Democratico della Sinistra | 3 718  | 17,16 | 6     |
| Partito Popolare Italiano     | Mario Filomeno ✔️ Sindaco | 9 995                     | 55,58                     | 9 159   | 40,55   | 3 076                              | 14,19  | 4     |       |
| Rifondazione Comunista        | Mario Filomeno ✔️ Sindaco | 9 995                     | 55,58                     | 9 159   | 40,55   | 742                                | 3,42   | 1     |       |
|                               | Antonio Fedele            | 7 987                     | 44,42                     | 10 858  | 48,07   | Alleanza Nazionale                 | 4 681  | 21,60 | 7     |
| Centro Cristiano Democratico  | Antonio Fedele            | 7 987                     | 44,42                     | 10 858  | 48,07   | 2 775                              | 12,81  | 4     |       |
| Forza Italia                  | Antonio Fedele            | 7 987                     | 44,42                     | 10 858  | 48,07   | 2 773                              | 12,80  | 4     |       |
| Cristiani Democratici Uniti   | Antonio Fedele            | 7 987                     | 44,42                     | 10 858  | 48,07   | 801                                | 3,70   | 1     |       |
| Lista civica di centro-destra | Antonio Fedele            | 7 987                     | 44,42                     | 10 858  | 48,07   | 653                                | 3,01   | –     |       |
| Seggio di coalizione          | Seggio di coalizione      | Seggio di coalizione      | 44,42                     | 10 858  | 48,07   | 1                                  |        |       |       |
|                               | Giuseppe Spina            | Giuseppe Spina            | Giuseppe Spina            | 736     | 3,26    | Lista civica di centro-sinistra    | 797    | 3,68  | –     |
| Seggio di coalizione          | Seggio di coalizione      | Seggio di coalizione      | Giuseppe Spina            | 736     | 3,26    | 1                                  |        |       |       |
|                               | Crocefisso Attanasi       | Crocefisso Attanasi       | Crocefisso Attanasi       | 688     | 3,05    | Lista civica di centro-destra (A)  | 634    | 2,93  | –     |
| Seggio di coalizione          | Seggio di coalizione      | Seggio di coalizione      | Crocefisso Attanasi       | 688     | 3,05    | 1                                  |        |       |       |
|                               | Fabio Borrega             | Fabio Borrega             | Fabio Borrega             | 637     | 2,82    | Movimento Sociale Fiamma Tricolore | 451    | 2,08  | –     |
|                               | Daniele Carmelo Di Punzio | Daniele Carmelo Di Punzio | Daniele Carmelo Di Punzio | 355     | 1,57    | Rinnovamento Italiano              | 432    | 1,99  | –     |
|                               | Angelo Rochira            | Angelo Rochira            | Angelo Rochira            | 154     | 0,68    | Sinistra                           | 138    | 0,64  | –     |
| Totale                        | Totale                    | 17 982                    | 100                       | 22 587  | 100     |                                    | 21 671 | 100   | 30    |
|                               |                           |                           |                           |         |         |                                    |        |       |       |
| Fonte: Ministero dell'interno |                           |                           |                           |         |         |                                    |        |       |       |

#### San Pietro Vernotico
| Candidati                     | Candidati                  | II turno               | II turno               | I turno | I turno | Liste                              | Voti  | %     | Seggi |
| Candidati                     | Candidati                  | Voti                   | %                      | Voti    | %       | Liste                              | Voti  | %     | Seggi |
| ----------------------------- | -------------------------- | ---------------------- | ---------------------- | ------- | ------- | ---------------------------------- | ----- | ----- | ----- |
|                               | Giuseppe Romano ✔️ Sindaco | 4 247                  | 54,09                  | 4 142   | 42,74   | Partito Democratico della Sinistra | 3 239 | 34,97 | 11    |
| Rifondazione Comunista        | Giuseppe Romano ✔️ Sindaco | 4 247                  | 54,09                  | 4 142   | 42,74   | 494                                | 5,33  | 1     |       |
| Socialisti Italiani           | Giuseppe Romano ✔️ Sindaco | 4 247                  | 54,09                  | 4 142   | 42,74   | 292                                | 3,15  | –     |       |
|                               | Nicola Dione               | 3 605                  | 45,91                  | 3 158   | 32,58   | Alleanza Nazionale                 | 1 280 | 13,82 | 2     |
| Forza Italia                  | Nicola Dione               | 3 605                  | 45,91                  | 3 158   | 32,58   | 879                                | 9,49  | 1     |       |
| Cristiani Democratici Uniti   | Nicola Dione               | 3 605                  | 45,91                  | 3 158   | 32,58   | 764                                | 8,25  | 1     |       |
| Seggio di coalizione          | Seggio di coalizione       | Seggio di coalizione   | 45,91                  | 3 158   | 32,58   | 1                                  |       |       |       |
|                               | Giuseppe Petraroli         | Giuseppe Petraroli     | Giuseppe Petraroli     | 1 115   | 11,50   | Partito Popolare Italiano          | 1 098 | 11,85 | 1     |
| Seggio di coalizione          | Seggio di coalizione       | Seggio di coalizione   | Giuseppe Petraroli     | 1 115   | 11,50   | 1                                  |       |       |       |
|                               | Piero Bello                | Piero Bello            | Piero Bello            | 809     | 8,35    | Federazione Laburista              | 788   | 8,51  | –     |
| Seggio di coalizione          | Seggio di coalizione       | Seggio di coalizione   | Piero Bello            | 809     | 8,35    | 1                                  |       |       |       |
|                               | Carla De Paoli Zizzari     | Carla De Paoli Zizzari | Carla De Paoli Zizzari | 468     | 4,83    | Centro Cristiano Democratico       | 428   | 4,62  | –     |
| Totale                        | Totale                     | 7 852                  | 100                    | 9 692   | 100     |                                    | 9 262 | 100   | 20    |
|                               |                            |                        |                        |         |         |                                    |       |       |       |
| Fonte: Ministero dell'interno |                            |                        |                        |         |         |                                    |       |       |       |

### Provincia di Foggia

#### Carlantino
|                               | Pietro Antonio Olivelli ✔️ Sindaco | Lista civica di centro-sinistra | 489 | 52,81 | 8  |  |  |  |  |
|                               | Vito Guerrera                      | Lista civica di centro-destra   | 437 | 47,19 | 4  |  |  |  |  |
| Totale                        | Totale                             |                                 | 926 | 100   | 12 |  |  |  |  |
|                               |                                    |                                 |     |       |    |  |  |  |  |
| Fonte: Ministero dell'interno |                                    |                                 |     |       |    |  |  |  |  |

#### Faeto
|                               | Vito Salvatore Carosielli ✔️ Sindaco | Partito Popolare Italiano | 315 | 54,78 | 8  |  |  |  |  |
|                               | Giovanni D'Onofrio                   | Centro                    | 260 | 45,22 | 4  |  |  |  |  |
| Totale                        | Totale                               |                           | 575 | 100   | 12 |  |  |  |  |
|                               |                                      |                           |     |       |    |  |  |  |  |
| Fonte: Ministero dell'interno |                                      |                           |     |       |    |  |  |  |  |

#### Rocchetta Sant'Antonio
|                               | Amedeo Gaetano Magnotta ✔️ Sindaco | Lista civica di centro-sinistra | 727   | 44,88 | 8  |  |  |  |  |
|                               | Alfonso Di Stefano                 | L'Ulivo                         | 695   | 42,90 | 3  |  |  |  |  |
|                               | Vincenzo Rocco Mario Castelli      | Destra                          | 198   | 12,22 | 1  |  |  |  |  |
| Totale                        | Totale                             |                                 | 1 620 | 100   | 12 |  |  |  |  |
|                               |                                    |                                 |       |       |    |  |  |  |  |
| Fonte: Ministero dell'interno |                                    |                                 |       |       |    |  |  |  |  |

#### San Giovanni Rotondo
| Candidati                            | Candidati                  | II turno             | II turno        | I turno | I turno | Liste                              | Voti   | %     | Seggi |
| Candidati                            | Candidati                  | Voti                 | %               | Voti    | %       | Liste                              | Voti   | %     | Seggi |
| ------------------------------------ | -------------------------- | -------------------- | --------------- | ------- | ------- | ---------------------------------- | ------ | ----- | ----- |
|                                      | Davide Pio Fini ✔️ Sindaco | 7 541                | 61,09           | 4 874   | 32,90   | Partito Democratico della Sinistra | 2 234  | 16,13 | 7     |
| Partito della Rifondazione Comunista | Davide Pio Fini ✔️ Sindaco | 7 541                | 61,09           | 4 874   | 32,90   | 933                                | 6,74   | 3     |       |
| Iniziativa Democratica               | Davide Pio Fini ✔️ Sindaco | 7 541                | 61,09           | 4 874   | 32,90   | 915                                | 6,61   | 2     |       |
|                                      | Mauro Cappucci             | 4 804                | 38,91           | 3 493   | 23,58   | Cristiani Democratici Uniti        | 1 458  | 10,52 | 1     |
| La Voria                             | Mauro Cappucci             | 4 804                | 38,91           | 3 493   | 23,58   | 1 160                              | 8,37   | 1     |       |
| Alleanza Nazionale                   | Mauro Cappucci             | 4 804                | 38,91           | 3 493   | 23,58   | 896                                | 6,47   | –     |       |
| Seggio di coalizione                 | Seggio di coalizione       | Seggio di coalizione | 38,91           | 3 493   | 23,58   | 1                                  |        |       |       |
|                                      | Michele Fini               | Michele Fini         | Michele Fini    | 3 283   | 22,16   | Forza Italia                       | 1 546  | 11,16 | 1     |
| Centro Cristiano Democratico         | Michele Fini               | Michele Fini         | Michele Fini    | 3 283   | 22,16   | 1 411                              | 10,19  | –     |       |
| La Campana                           | Michele Fini               | Michele Fini         | Michele Fini    | 3 283   | 22,16   | 288                                | 2,08   | –     |       |
| Seggio di coalizione                 | Seggio di coalizione       | Seggio di coalizione | Michele Fini    | 3 283   | 22,16   | 1                                  |        |       |       |
|                                      | Gaetano Cusenza            | Gaetano Cusenza      | Gaetano Cusenza | 2 209   | 14,91   | Partito Popolare Italiano (A)      | 1 515  | 10,94 | 1     |
| Rinnovamento Italiano (A)            | Gaetano Cusenza            | Gaetano Cusenza      | Gaetano Cusenza | 2 209   | 14,91   | 789                                | 5,70   | 1     |       |
| Seggio di coalizione                 | Seggio di coalizione       | Seggio di coalizione | Gaetano Cusenza | 2 209   | 14,91   | 1                                  |        |       |       |
|                                      | Matteo Cappucci            | Matteo Cappucci      | Matteo Cappucci | 956     | 6,45    | Alleanza Riformista (A)            | 708    | 5,11  | –     |
| Seggio di coalizione                 | Seggio di coalizione       | Seggio di coalizione | Matteo Cappucci | 956     | 6,45    | 1                                  |        |       |       |
| Totale                               | Totale                     | 12 345               | 100             | 14 815  | 100     |                                    | 13 853 | 100   | 20    |
|                                      |                            |                      |                 |         |         |                                    |        |       |       |
| Fonte: Ministero dell'interno        |                            |                      |                 |         |         |                                    |        |       |       |

### Provincia di Lecce

#### Alezio
|                               | Fernando D'Aprile ✔️ Sindaco | L'Ulivo                       | 1 979 | 55,36 | 11 |  |  |  |  |
|                               | Cosimo De Marco              | Lista civica di centro-destra | 1 180 | 33,01 | 5  |  |  |  |  |
|                               | Rocco Corciulo               | Forza Italia                  | 205   | 5,73  | –  |  |  |  |  |
|                               | Ivan Margari                 | Lista civica                  | 145   | 4,06  | –  |  |  |  |  |
|                               | Francesco Sunna              | Lista civica di centro-destra | 66    | 1,85  | –  |  |  |  |  |
| Totale                        | Totale                       |                               | 3 575 | 100   | 16 |  |  |  |  |
|                               |                              |                               |       |       |    |  |  |  |  |
| Fonte: Ministero dell'interno |                              |                               |       |       |    |  |  |  |  |

#### Calimera
|                               | Francesco Rocco Panese ✔️ Sindaco | Lista civica di centro-sinistra | 2 377 | 44,51 | 11 |  |  |  |  |
|                               | Leonardo Brizio Aprile            | Centro                          | 1 595 | 29,87 | 3  |  |  |  |  |
|                               | Giuseppe Rosato                   | Alleanza Nazionale              | 1 368 | 25,62 | 2  |  |  |  |  |
| Totale                        | Totale                            |                                 | 5 340 | 100   | 16 |  |  |  |  |
|                               |                                   |                                 |       |       |    |  |  |  |  |
| Fonte: Ministero dell'interno |                                   |                                 |       |       |    |  |  |  |  |

1. ↑  Lista sostenuta dai Cristiani Democratici Uniti.

#### Carmiano
|                               | Achille Villani Miglietta ✔️ Sindaco | Lista civica di centro-destra | 4 258 | 51,66 | 13 |  |  |  |  |
|                               | Corrado Vergari                      | Lista civica                  | 2 169 | 26,32 | 4  |  |  |  |  |
|                               | Cosimo Rollo                         | Sinistra                      | 1 815 | 22,02 | 3  |  |  |  |  |
| Totale                        | Totale                               |                               | 8 242 | 100   | 20 |  |  |  |  |
|                               |                                      |                               |       |       |    |  |  |  |  |
| Fonte: Ministero dell'interno |                                      |                               |       |       |    |  |  |  |  |

#### Galatina
| Candidati                         | Candidati                   | II turno               | II turno               | I turno | I turno | Liste                              | Voti   | %     | Seggi |
| Candidati                         | Candidati                   | Voti                   | %                      | Voti    | %       | Liste                              | Voti   | %     | Seggi |
| --------------------------------- | --------------------------- | ---------------------- | ---------------------- | ------- | ------- | ---------------------------------- | ------ | ----- | ----- |
|                                   | Giuseppe Garrisi ✔️ Sindaco | 8 038                  | 52,77                  | 7 527   | 41,09   | Alleanza Nazionale                 | 2 910  | 16,93 | 5     |
| Cristiani Democratici Uniti       | Giuseppe Garrisi ✔️ Sindaco | 8 038                  | 52,77                  | 7 527   | 41,09   | 1 847                              | 10,75  | 3     |       |
| Forza Italia                      | Giuseppe Garrisi ✔️ Sindaco | 8 038                  | 52,77                  | 7 527   | 41,09   | 1 833                              | 10,66  | 3     |       |
| Centro Cristiano Democratico      | Giuseppe Garrisi ✔️ Sindaco | 8 038                  | 52,77                  | 7 527   | 41,09   | 587                                | 3,42   | 1     |       |
|                                   | Donato Pietro Moro          | 7 214                  | 47,36                  | 6 694   | 36,54   | Partito Democratico della Sinistra | 2 119  | 12,33 | 2     |
| Partito Popolare Italiano         | Donato Pietro Moro          | 7 214                  | 47,36                  | 6 694   | 36,54   | 1 641                              | 9,55   | 1     |       |
| Rinnovamento Italiano             | Donato Pietro Moro          | 7 214                  | 47,36                  | 6 694   | 36,54   | 1 142                              | 6,64   | 1     |       |
| Alleanza Democratica per Galatina | Donato Pietro Moro          | 7 214                  | 47,36                  | 6 694   | 36,54   | 969                                | 5,64   | –     |       |
| Alleanza Popolare                 | Donato Pietro Moro          | 7 214                  | 47,36                  | 6 694   | 36,54   | 531                                | 3,09   | –     |       |
| Seggio di coalizione              | Seggio di coalizione        | Seggio di coalizione   | 47,36                  | 6 694   | 36,54   | 1                                  |        |       |       |
|                                   | Franco Egidio Romano        | Franco Egidio Romano   | Franco Egidio Romano   | 2 770   | 15,12   | Insieme per la Città               | 854    | 4,97  | 1     |
| Rifondazione Comunista            | Franco Egidio Romano        | Franco Egidio Romano   | Franco Egidio Romano   | 2 770   | 15,12   | 811                                | 4,72   | –     |       |
| Progetto Oltre                    | Franco Egidio Romano        | Franco Egidio Romano   | Franco Egidio Romano   | 2 770   | 15,12   | 743                                | 4,32   | –     |       |
| Seggio di coalizione              | Seggio di coalizione        | Seggio di coalizione   | Franco Egidio Romano   | 2 770   | 15,12   | 1                                  |        |       |       |
|                                   | Giovanni Sabato             | Giovanni Sabato        | Giovanni Sabato        | 1 213   | 6,62    | Insieme per Vincere (A)            | 1 111  | 6,46  | –     |
| Seggio di coalizione              | Seggio di coalizione        | Seggio di coalizione   | Giovanni Sabato        | 1 213   | 6,62    | 1                                  |        |       |       |
|                                   | Benito Vittorio Mongiò      | Benito Vittorio Mongiò | Benito Vittorio Mongiò | 115     | 0,63    | Movimento Sociale Fiamma Tricolore | 90     | 0,52  | –     |
| Totale                            | Totale                      | 15 232                 | 100                    | 18 319  | 100     |                                    | 17 188 | 100   | 20    |
|                                   |                             |                        |                        |         |         |                                    |        |       |       |
| Fonte: Ministero dell'interno     |                             |                        |                        |         |         |                                    |        |       |       |

#### Lequile
|                               | Antonio Caiafa ✔️ Sindaco | Lista civica                    | 1 781 | 32,78 | 11 |  |  |  |  |
|                               | Michele Zanatta           | Lista civica di centro-destra   | 1 552 | 28,57 | 2  |  |  |  |  |
|                               | Antonio Filograna         | Lista civica di centro-sinistra | 1 455 | 26,78 | 2  |  |  |  |  |
|                               | Vito Invitto              | Partito Popolare Italiano       | 645   | 11,87 | 1  |  |  |  |  |
| Totale                        | Totale                    |                                 | 5 433 | 100   | 16 |  |  |  |  |
|                               |                           |                                 |       |       |    |  |  |  |  |
| Fonte: Ministero dell'interno |                           |                                 |       |       |    |  |  |  |  |

#### Lizzanello
|                               | Antonio Giuseppe Colonna ✔️ Sindaco | L'Ulivo                | 3 088 | 49,38 | 11 |  |  |  |  |
|                               | Renato Stabile                      | Lista civica           | 2 751 | 43,99 | 5  |  |  |  |  |
|                               | Ettore Arnesaqno                    | Rifondazione Comunista | 414   | 6,62  | –  |  |  |  |  |
| Totale                        | Totale                              |                        | 6 253 | 100   | 16 |  |  |  |  |
|                               |                                     |                        |       |       |    |  |  |  |  |
| Fonte: Ministero dell'interno |                                     |                        |       |       |    |  |  |  |  |

#### Parabita
|                               | Silvio Laterza ✔️ Sindaco        | Lista civica di centro-destra | 3 072 | 49,89 | 13 |  |  |  |  |
|                               | Alfonso Maria Tommaso Ferramosca | L'Ulivo                       | 2 720 | 44,18 | 7  |  |  |  |  |
|                               | Vito Russo                       | Lista civica                  | 365   | 5,93  | –  |  |  |  |  |
| Totale                        | Totale                           |                               | 6 157 | 100   | 20 |  |  |  |  |
|                               |                                  |                               |       |       |    |  |  |  |  |
| Fonte: Ministero dell'interno |                                  |                               |       |       |    |  |  |  |  |

### Provincia di Taranto

#### Statte
| Candidati                       | Candidati                 | II turno             | II turno         | I turno | I turno | Liste                              | Voti  | %     | Seggi |
| Candidati                       | Candidati                 | Voti                 | %                | Voti    | %       | Liste                              | Voti  | %     | Seggi |
| ------------------------------- | ------------------------- | -------------------- | ---------------- | ------- | ------- | ---------------------------------- | ----- | ----- | ----- |
|                                 | Angelo Gigante ✔️ Sindaco | 5 245                | 68,45            | 3 494   | 39,10   | Partito Democratico della Sinistra | 2 214 | 27,38 | 9     |
| Partito Popolare Italiano       | Angelo Gigante ✔️ Sindaco | 5 245                | 68,45            | 3 494   | 39,10   | 717                                | 8,87  | 3     |       |
|                                 | Maria Teresa Semeraro     | 2 418                | 31,55            | 2 532   | 28,33   | Lega d'Azione Meridionale          | 1 008 | 12,46 | 2     |
| Forza Italia                    | Maria Teresa Semeraro     | 2 418                | 31,55            | 2 532   | 28,33   | 633                                | 7,83  | 1     |       |
| Centro Cristiano Democratico    | Maria Teresa Semeraro     | 2 418                | 31,55            | 2 532   | 28,33   | 436                                | 5,39  | –     |       |
| Alleanza Nazionale              | Maria Teresa Semeraro     | 2 418                | 31,55            | 2 532   | 28,33   | 411                                | 5,08  | –     |       |
| Seggio di coalizione            | Seggio di coalizione      | Seggio di coalizione | 31,55            | 2 532   | 28,33   | 1                                  |       |       |       |
|                                 | Orazio Marinò             | Orazio Marinò        | Orazio Marinò    | 1 820   | 20,36   | Lista civica di centro-sinistra    | 1 143 | 14,13 | 2     |
| Lista civica di centro-sinistra | Orazio Marinò             | Orazio Marinò        | Orazio Marinò    | 1 820   | 20,36   | 432                                | 5,34  | –     |       |
| Seggio di coalizione            | Seggio di coalizione      | Seggio di coalizione | Orazio Marinò    | 1 820   | 20,36   | 1                                  |       |       |       |
|                                 | Alberto Ruggiero          | Alberto Ruggiero     | Alberto Ruggiero | 843     | 9,43    | Cristiani Democratici Uniti        | 823   | 10,18 | –     |
| Seggio di coalizione            | Seggio di coalizione      | Seggio di coalizione | Alberto Ruggiero | 843     | 9,43    | 1                                  |       |       |       |
|                                 | Antonio Ianni             | Antonio Ianni        | Antonio Ianni    | 248     | 2,77    | Movimento Socialista Laico         | 270   | 3,34  | –     |
| Totale                          | Totale                    | 7 663                | 100              | 8 937   | 100     |                                    | 8 087 | 100   | 20    |
|                                 |                           |                      |                  |         |         |                                    |       |       |       |
| Fonte: Ministero dell'interno   |                           |                      |                  |         |         |                                    |       |       |       |

#### Taranto
| Candidati                            | Candidati                   | II turno             | II turno          | I turno | I turno | Liste                              | Voti    | %     | Seggi |
| Candidati                            | Candidati                   | Voti                 | %                 | Voti    | %       | Liste                              | Voti    | %     | Seggi |
| ------------------------------------ | --------------------------- | -------------------- | ----------------- | ------- | ------- | ---------------------------------- | ------- | ----- | ----- |
|                                      | Gaetano De Cosmo ✔️ Sindaco | 60 804               | 54,83             | 62 947  | 49,57   | Lega d'Azione Meridionale          | 33 731  | 30,21 | 15    |
| Forza Italia                         | Gaetano De Cosmo ✔️ Sindaco | 60 804               | 54,83             | 62 947  | 49,57   | 9 132                              | 8,18    | 4     |       |
| Alleanza Nazionale                   | Gaetano De Cosmo ✔️ Sindaco | 60 804               | 54,83             | 62 947  | 49,57   | 6 400                              | 5,73    | 2     |       |
| Centro Cristiano Democratico         | Gaetano De Cosmo ✔️ Sindaco | 60 804               | 54,83             | 62 947  | 49,57   | 6 364                              | 5,70    | 2     |       |
| Forza Taranto                        | Gaetano De Cosmo ✔️ Sindaco | 60 804               | 54,83             | 62 947  | 49,57   | 2 394                              | 2,14    | 1     |       |
| Ambiente Club                        | Gaetano De Cosmo ✔️ Sindaco | 60 804               | 54,83             | 62 947  | 49,57   | 1 156                              | 1,04    | –     |       |
|                                      | Ippazio Stefano             | 50 096               | 45,17             | 58 125  | 45,78   | Partito Democratico della Sinistra | 21 065  | 18,87 | 8     |
| Partito Popolare Italiano            | Ippazio Stefano             | 50 096               | 45,17             | 58 125  | 45,78   | 6 270                              | 5,62    | 2     |       |
| Taranto Domani                       | Ippazio Stefano             | 50 096               | 45,17             | 58 125  | 45,78   | 4 786                              | 4,29    | 1     |       |
| Partito della Rifondazione Comunista | Ippazio Stefano             | 50 096               | 45,17             | 58 125  | 45,78   | 3 994                              | 3,58    | 1     |       |
| Rinnovamento Taranto                 | Ippazio Stefano             | 50 096               | 45,17             | 58 125  | 45,78   | 3 360                              | 3,01    | 1     |       |
| Taranto Solidale                     | Ippazio Stefano             | 50 096               | 45,17             | 58 125  | 45,78   | 3 133                              | 2,81    | 1     |       |
| Movimento dei Comunisti Unitari      | Ippazio Stefano             | 50 096               | 45,17             | 58 125  | 45,78   | 1 730                              | 1,55    | –     |       |
| Federazione dei Verdi                | Ippazio Stefano             | 50 096               | 45,17             | 58 125  | 45,78   | 1 722                              | 1,54    | –     |       |
| Seggio di coalizione                 | Seggio di coalizione        | Seggio di coalizione | 45,17             | 58 125  | 45,78   | 1                                  |         |       |       |
|                                      | Nicola Tagliente            | Nicola Tagliente     | Nicola Tagliente  | 3 389   | 2,67    | Cristiani Democratici Uniti        | 3 678   | 3,29  | –     |
| Seggio di coalizione                 | Seggio di coalizione        | Seggio di coalizione | Nicola Tagliente  | 3 389   | 2,67    | 1                                  |         |       |       |
|                                      | Leonardo Corvace            | Leonardo Corvace     | Leonardo Corvace  | 780     | 0,61    | Rinascita Jonica                   | 911     | 0,82  | –     |
|                                      | Massimo Ravelli             | Massimo Ravelli      | Massimo Ravelli   | 535     | 0,42    | Movimento Sociale Fiamma Tricolore | 536     | 0,48  | –     |
|                                      | Annamaria Gentile           | Annamaria Gentile    | Annamaria Gentile | 517     | 0,41    | Progetto                           | 565     | 0,51  | –     |
|                                      | Camillo Dell'Anno           | Camillo Dell'Anno    | Camillo Dell'Anno | 466     | 0,37    | Mani Pulite                        | 527     | 0,47  | –     |
|                                      | Giuseppe Quaranta           | Giuseppe Quaranta    | Giuseppe Quaranta | 217     | 0,17    | Lista Quaranta                     | 184     | 0,16  | –     |
| Totale                               | Totale                      | 110 900              | 100               | 126 976 | 100     |                                    | 111 638 | 100   | 40    |
|                                      |                             |                      |                   |         |         |                                    |         |       |       |
| Fonte: Ministero dell'interno        |                             |                      |                   |         |         |                                    |         |       |       |

## Elezioni comunali del novembre 1996

### Provincia di Bari

#### Bitetto
|                               | Anna Paladino ✔️ Sindaco | Lista civica di centro-sinistra             | 1 921 | 31,41 | 11 |  |  |  |  |
|                               | Armando Costa            | Forza Italia - Centro Cristiano Democratico | 1 813 | 29,65 | 2  |  |  |  |  |
|                               | Stefano Occhiogrosso     | Cristiani Democratici Uniti                 | 1 359 | 22,22 | 2  |  |  |  |  |
|                               | Rocco Defilippis         | Destra                                      | 728   | 11,91 | 1  |  |  |  |  |
|                               | Domenico Civitano        | Centro                                      | 294   | 4,81  | –  |  |  |  |  |
| Totale                        | Totale                   |                                             | 6 115 | 100   | 16 |  |  |  |  |
|                               |                          |                                             |       |       |    |  |  |  |  |
| Fonte: Ministero dell'interno |                          |                                             |       |       |    |  |  |  |  |

#### Canosa di Puglia
|                                    | Pasquale Malcangio ✔️ Sindaco     | 9 527                | 56,48 | Alleanza Nazionale                 | 3 039  | 18,93 | 7  |  |  |
| Cristiani Democratici Uniti        | Pasquale Malcangio ✔️ Sindaco     | 9 527                | 56,48 | 1 645                              | 10,25  | 3     |    |  |  |
| Forza Italia                       | Pasquale Malcangio ✔️ Sindaco     | 9 527                | 56,48 | 1 525                              | 9,50   | 3     |    |  |  |
| Centro Cristiano Democratico       | Pasquale Malcangio ✔️ Sindaco     | 9 527                | 56,48 | 1 357                              | 8,45   | 3     |    |  |  |
| Movimento Sociale Fiamma Tricolore | Pasquale Malcangio ✔️ Sindaco     | 9 527                | 56,48 | 562                                | 3,50   | 1     |    |  |  |
| Ambiente Club                      | Pasquale Malcangio ✔️ Sindaco     | 9 527                | 56,48 | 519                                | 3,23   | 1     |    |  |  |
|                                    | Angelo Salvatore Antonio Palmieri | 4 270                | 25,31 | Partito Democratico della Sinistra | 1 834  | 11,43 | 3  |  |  |
| Rifondazione Comunista             | Angelo Salvatore Antonio Palmieri | 4 270                | 25,31 | 933                                | 5,81   | 1     |    |  |  |
| Partito Popolare Italiano          | Angelo Salvatore Antonio Palmieri | 4 270                | 25,31 | 810                                | 5,05   | 1     |    |  |  |
| Socialisti Italiani                | Angelo Salvatore Antonio Palmieri | 4 270                | 25,31 | 751                                | 4,68   | 1     |    |  |  |
| Seggio di coalizione               | Seggio di coalizione              | Seggio di coalizione | 25,31 | 1                                  |        |       |    |  |  |
|                                    | Luigi Santangelo                  | 3 061                | 18,15 | Rinnovamento Italiano              | 3 077  | 19,17 | 4  |  |  |
| Seggio di coalizione               | Seggio di coalizione              | Seggio di coalizione | 18,15 | 1                                  |        |       |    |  |  |
| Totale                             | Totale                            | 16 868               | 100   |                                    | 16 052 | 100   | 30 |  |  |
|                                    |                                   |                      |       |                                    |        |       |    |  |  |
| Fonte: Ministero dell'interno      |                                   |                      |       |                                    |        |       |    |  |  |

#### Grumo Appula
|                               | Nicola Domenico Rutigliano ✔️ Sindaco | Lista civica di centro-sinistra | 4 330 | 58,39 | 13 |  |  |  |  |
|                               | Savino Panebianco                     | Polo per le Libertà             | 2 742 | 36,97 | 7  |  |  |  |  |
|                               | Alberto Boeri                         | Gruppo Indipendente Libertà     | 344   | 4,64  | –  |  |  |  |  |
| Totale                        | Totale                                |                                 | 7 416 | 100   | 20 |  |  |  |  |
|                               |                                       |                                 |       |       |    |  |  |  |  |
| Fonte: Ministero dell'interno |                                       |                                 |       |       |    |  |  |  |  |

#### Palo del Colle
| Candidati                          | Candidati                   | II turno                  | II turno                  | I turno | I turno | Liste                              | Voti   | %     | Seggi |
| Candidati                          | Candidati                   | Voti                      | %                         | Voti    | %       | Liste                              | Voti   | %     | Seggi |
| ---------------------------------- | --------------------------- | ------------------------- | ------------------------- | ------- | ------- | ---------------------------------- | ------ | ----- | ----- |
|                                    | Antonio Schinaia ✔️ Sindaco | 5 984                     | 62,97                     | 4 771   | 40,71   | Partito Popolare Italiano          | 1 813  | 16,36 | 5     |
| Partito Democratico della Sinistra | Antonio Schinaia ✔️ Sindaco | 5 984                     | 62,97                     | 4 771   | 40,71   | 1 230                              | 11,10  | 3     |       |
| Rifondazione Comunista             | Antonio Schinaia ✔️ Sindaco | 5 984                     | 62,97                     | 4 771   | 40,71   | 1 193                              | 10,76  | 3     |       |
|                                    | Giuseppe Dachille           | 3 519                     | 37,03                     | 2 765   | 23,59   | Cristiani Democratici Uniti        | 2 092  | 18,87 | 3     |
| Centro Cristiano Democratico       | Giuseppe Dachille           | 3 519                     | 37,03                     | 2 765   | 23,59   | 647                                | 5,84   | –     |       |
| Seggio di coalizione               | Seggio di coalizione        | Seggio di coalizione      | 37,03                     | 2 765   | 23,59   | 1                                  |        |       |       |
|                                    | Giuseppe Mininni Iannuzzi   | Giuseppe Mininni Iannuzzi | Giuseppe Mininni Iannuzzi | 2 486   | 21,21   | Forza Italia (B)                   | 1 244  | 11,22 | 2     |
| Alleanza Nazionale (B)             | Giuseppe Mininni Iannuzzi   | Giuseppe Mininni Iannuzzi | Giuseppe Mininni Iannuzzi | 2 486   | 21,21   | 1 171                              | 10,56  | 1     |       |
| Seggio di coalizione               | Seggio di coalizione        | Seggio di coalizione      | Giuseppe Mininni Iannuzzi | 2 486   | 21,21   | 1                                  |        |       |       |
|                                    | Pietro Bonasia              | Pietro Bonasia            | Pietro Bonasia            | 606     | 5,17    | Federazione dei Verdi              | 625    | 5,64  | –     |
|                                    | Maria Concetta Rella        | Maria Concetta Rella      | Maria Concetta Rella      | 582     | 4,97    | Movimento Sociale Fiamma Tricolore | 571    | 5,15  | –     |
|                                    | Giacomo Vessia              | Giacomo Vessia            | Giacomo Vessia            | 509     | 4,34    | Partito Socialista (A)             | 498    | 4,49  | –     |
| Seggio di coalizione               | Seggio di coalizione        | Seggio di coalizione      | Giacomo Vessia            | 509     | 4,34    | 1                                  |        |       |       |
| Totale                             | Totale                      | 9 503                     | 100                       | 11 719  | 100     |                                    | 11 084 | 100   | 20    |
|                                    |                             |                           |                           |         |         |                                    |        |       |       |
| Fonte: Ministero dell'interno      |                             |                           |                           |         |         |                                    |        |       |       |

### Provincia di Brindisi

#### Cellino San Marco
|                               | Pierina Metrangolo ✔️ Sindaco | Lista civica di centro-destra   | 2 464 | 55,80 | 11 |  |  |  |  |
|                               | Daniela Ferulli               | Lista civica di centro-sinistra | 1 952 | 44,20 | 5  |  |  |  |  |
| Totale                        | Totale                        |                                 | 4 416 | 100   | 16 |  |  |  |  |
|                               |                               |                                 |       |       |    |  |  |  |  |
| Fonte: Ministero dell'interno |                               |                                 |       |       |    |  |  |  |  |

#### Erchie
|                               | Lino Massimo Prima ✔️ Sindaco | Lista civica di centro-destra | 2 208 | 42,87 | 11 |  |  |  |  |
|                               | Lucio Franco Passero          | L'Ulivo                       | 2 047 | 39,75 | 4  |  |  |  |  |
|                               | Domencio Mancini              | Centro                        | 895   | 17,38 | 1  |  |  |  |  |
| Totale                        | Totale                        |                               | 5 150 | 100   | 16 |  |  |  |  |
|                               |                               |                               |       |       |    |  |  |  |  |
| Fonte: Ministero dell'interno |                               |                               |       |       |    |  |  |  |  |

1. ↑  Lista sostenuta dal Polo per le Libertà.

#### Francavilla Fontana
|                                                       | Vincenzo Della Corte ✔️ Sindaco | 11 762               | 52,08 | Alleanza Nazionale                  | 4 439  | 20,44 | 7  |  |  |
| Forza Italia                                          | Vincenzo Della Corte ✔️ Sindaco | 11 762               | 52,08 | 3 929                               | 18,09  | 6     |    |  |  |
| Centro Cristiano Democratico                          | Vincenzo Della Corte ✔️ Sindaco | 11 762               | 52,08 | 2 251                               | 10,37  | 3     |    |  |  |
| Cristiani Democratici Uniti                           | Vincenzo Della Corte ✔️ Sindaco | 11 762               | 52,08 | 1 155                               | 5,32   | 2     |    |  |  |
|                                                       | Carlo Tatarano                  | 10 369               | 45,91 | Partito Democratico della Sinistra  | 4 164  | 19,18 | 5  |  |  |
| Partito Popolare Italiano                             | Carlo Tatarano                  | 10 369               | 45,91 | 3 640                               | 16,76  | 4     |    |  |  |
| Rifondazione Comunista                                | Carlo Tatarano                  | 10 369               | 45,91 | 1 010                               | 4,65   | 1     |    |  |  |
| Rinnovamento Italiano - Partito Repubblicano Italiano | Carlo Tatarano                  | 10 369               | 45,91 | 743                                 | 3,42   | 1     |    |  |  |
| Seggio di coalizione                                  | Seggio di coalizione            | Seggio di coalizione | 45,91 | 1                                   |        |       |    |  |  |
|                                                       | Fabio Borrega                   | 454                  | 2,01  | Movimento Comunitario Francavillese | 383    | 1,76  | –  |  |  |
| Totale                                                | Totale                          | 22 585               | 100   |                                     | 21 714 | 100   | 30 |  |  |
|                                                       |                                 |                      |       |                                     |        |       |    |  |  |
| Fonte: Ministero dell'interno                         |                                 |                      |       |                                     |        |       |    |  |  |

### Provincia di Lecce

#### Ruffano
|                               | Rocco Stradiotti ✔️ Sindaco | Lista civica di centro-destra | 3 030 | 48,78 | 13 |  |  |  |  |
|                               | Luigi Nicola Fiorito        | L'Ulivo                       | 2 152 | 34,65 | 5  |  |  |  |  |
|                               | Ennio Antonio Licci         | Mani Pulite                   | 1 029 | 16,57 | 2  |  |  |  |  |
| Totale                        | Totale                      |                               | 6 211 | 100   | 20 |  |  |  |  |
|                               |                             |                               |       |       |    |  |  |  |  |
| Fonte: Ministero dell'interno |                             |                               |       |       |    |  |  |  |  |